# Wargame: AirLand Battle
Wargame: AirLand Battle – komputerowa strategiczna gra czasu rzeczywistego wyprodukowana przez francuskie studio Eugen Systems oraz wydana przez Focus Home Interactive i Ubisoft na platformę PC 31 maja 2013. Druga gra z serii Wargame.

## Fabuła
Akcja gry rozgrywa się w latach 1975–1985, w okresie zimnej wojny na terenach Europy Północnej, głównie w Skandynawii.

## Rozgrywka
W fikcyjnych operacjach wojskowych gracz może wybrać spośród dwóch stron konfliktu NATO i Układu Warszawskiego. W grze występuje 750 rodzajów pojazdów i jednostek bojowych dwunastu państw oraz 150 rodzajów samolotów m.in. myśliwców i bombowców.
W grze zwarty został tryb gry wieloosobowej umożliwiający grę przez Internet.
Gra została oparta na udoskonalonej wersji silnika graficznego Iriszoom.